# Michael Raeburn
Michael Raeburn (...) è un regista sudafricano.

## Biografia
Michael Raeburn nasce in Egitto, successivamente diventa cittadino dello Zimbabwe ed ora, per motivi politici, è cittadino sudafricano. Ha dedicato la sua vita al cinema africano, creando documentari e film sperimentali. Ha ottenuto consensi e premi internazionali come regista e come sceneggiatore. Ha lottato per poter essere una voce indipendente e libera in un mondo artistico guidato da interessi economici.

## Filmografia
- Requiem for a village - documentario (1976)
- Beyond the plains where man was born - documentario (1977)
- The grass is singing - documentario (1982)
- Soweto (1988)
- Jit (1991)
- Vent de colore (2000)
- Home sweet home (2001)
- Zimbabwe countdown - documentario (2003)
- Melvyn the magnificient - documentario (2005)
- Triomf (2008)